# 30-й дивизион надводных кораблей (Украина)
30-й дивизион надводных кораблей (30 ДнНК, вч А0937) — постоянное военное формирование надводных кораблей Военно-морских сил Украины с местом базирования на ВМБ «Юг», Практическая гавань Одессы. До 2018 года именовалась 1-я бригада надводных кораблей (1 БрНК).

## История
В ходе раздела Черноморского флота ВМФ СССР 1 сентября 1993 года в городе Севастополе была сформирована 1-я бригада надводных кораблей (1 БрНК) ВМС Украины.
В течение 1993—2014 годов корабли бригады неоднократно осуществляли дальние, в том числе трансатлантические, морские походы, участвовали в международных учениях «Меритайм Партнер», «Си Бриз», операциях соединения Блэксифор, антитеррористической операции НАТО «Активные усилия» в акватории Средиземного моря и противопиратских операциях НАТО и ЕС «Океанский щит» и «Аталанта» в Аденском заливе.
За время существования в разные годы бригадой командовали офицеры, которые в дальнейшем занимали ведущие посты в органах управления Военно-морских сил Вооруженных Сил Украины, Государственной пограничной службы Украины, Генеральном штабе и Министерстве обороны Украины: Николай Жибарев (далее — контр-адмирал), Игорь Тенюх (далее — адмирал, командующий ВМС Украины), Сергей Настенко (далее — капитан 1 ранга), Андрей Тарасов (далее — вице-адмирал, начальник штаба ВМС Украины), Алексей Неижпапа (далее — вице-адмирал, командующий ВМС Украины), Алексей Доскато (далее — капитан 1 ранга), капитан 2 ранга Дмитрий Глухов.
После Аннексии Крыма Российской Федерациейи в 2014 году часть личного состава бригады, сохранившия верность присяге Украины, была перебазирована в Одессу. Оставшиеся моряки перешли в ВМФ РФ, часть уволилась со службы. Также в Крыму в марте были захвачены все корабли соединения кроме фрегата проекта 1135.1 «Гетман Сагайдачный», который был на противопиратской миссии в Индийском океане и вернулся в разгар событий уже в Одессу. Патрульный катер проекта 206МР «Прилуки» позднее, 11 апреля 2014 года, был возвращён ВМФ РФ Украине за пределами 12-мильной территориальной зоны Крыма.
В 2018 году орган управления переформирован в соответствии со стандартами НАТО, а его личный и корабли продолжают выполнение задач защиты Украины с моря, поддерживая традиции соединения. В ходе переформирования организационной структуры ВМС ВС Украины управление 1-й бригады надводных кораблей переформировано в 30-й дивизион надводных кораблей (30 ДННК).

## Структура
Состав 1-я бригады надводных кораблей на конец 2014 года :
- фрегат «Гетман Сагайдачный» (1993),
- учебный корвет «Винница» (1976, в резерве),
- ракетный катер «Прилуки» (1980),
- судно размагничивания «Балта» (1987),
- водолазное судно «Почаев» (1975),
- буксир «Ковель» (1965),
- катер «Скадовск» АК-01 (1975),
- катер «Ровно» АК-02 (1973).

Состав 30-го дивизиона надводных кораблей дивизиона на конец 2021 года:
- Фрегат проекта 1135.1 «Гетман Сагайдачный» (б/н F130; флагман, в/ч А1960)[3]
- Патрульный катер проекта 206МР «Прилуки» (б/н P153, в/ч А0937Б)[3]
- Патрульный катер типа «Айленд» «Славянск» (б/н Р190, в/ч А0937Г)[4]
- Патрульный катер типа «Айленд» «Старобельск» (б/н Р191, в/ч А0937Д)[4]
- Патрульный катер типа «Айленд» «Сумы» (б/н Р192, в/ч А0937)[4]
- Патрульный катер типа «Айленд» «Фастов» (б/н Р193, в/ч А0937)[4]
- Патрульный катер типа «Айленд» «Вячеслав Кубрак» (б/н Р194, в/ч А0937)[4][5]

Корабельный состав 30-го дивизиона надводных кораблей
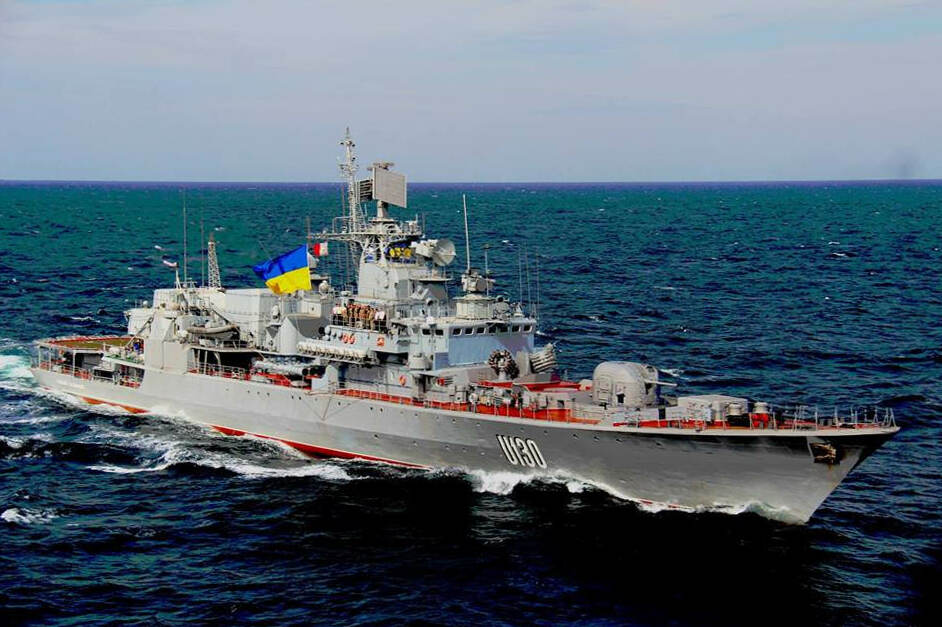
«Гетман Сагайдачный»
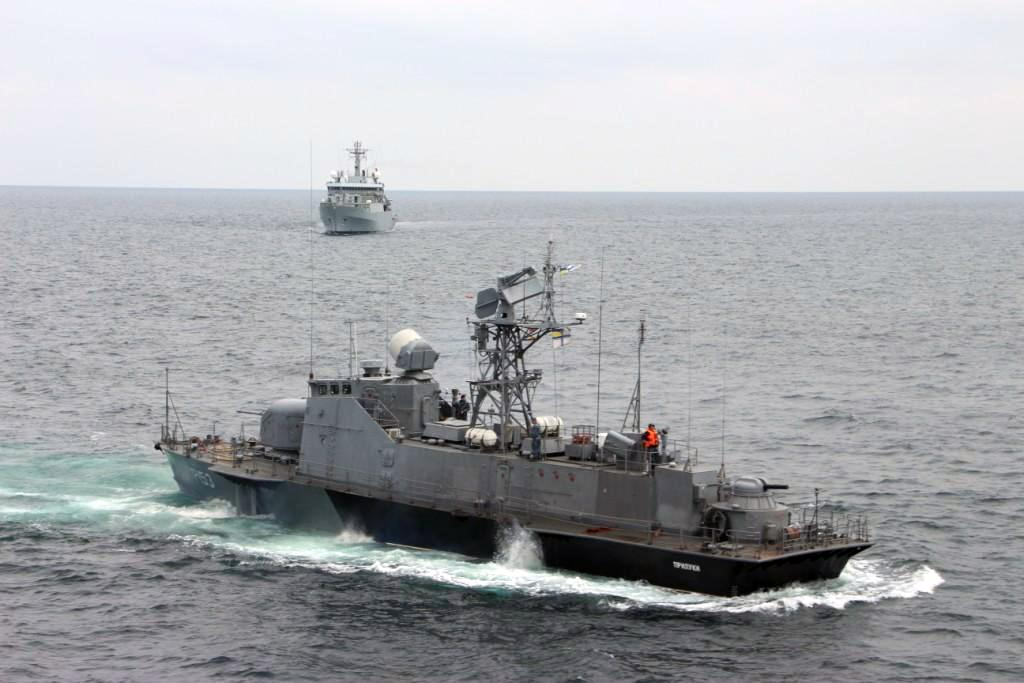
«Прилуки»
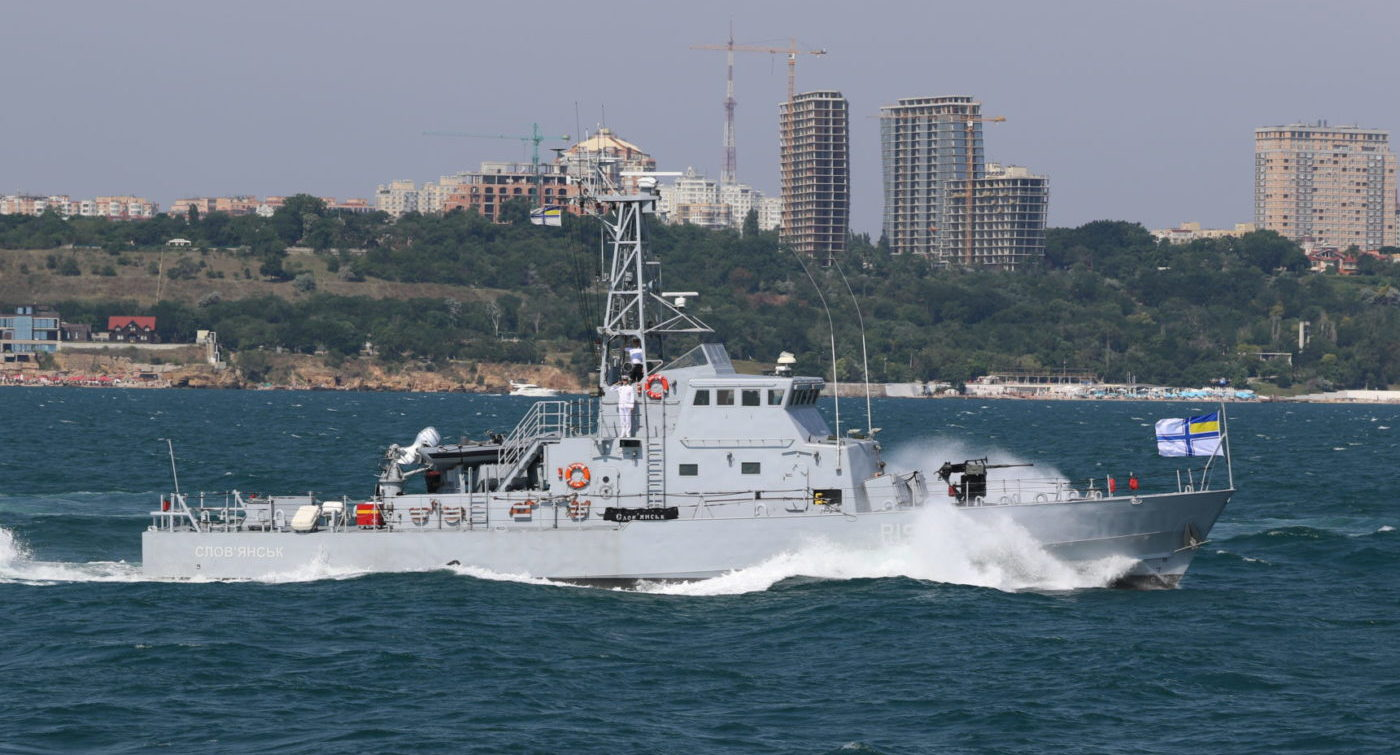
'«Славянск»
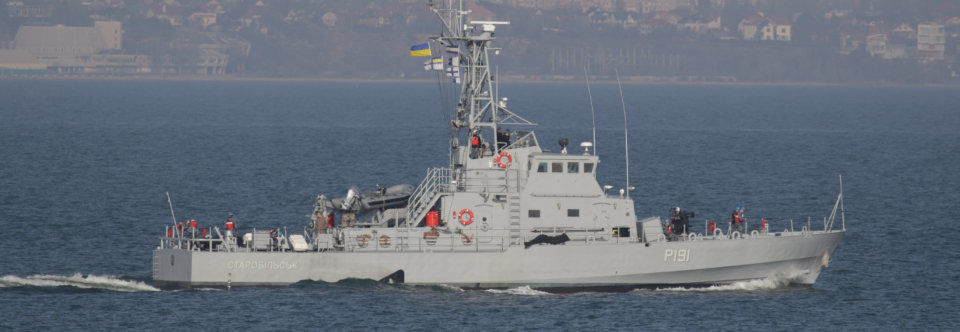
«Старобельск»
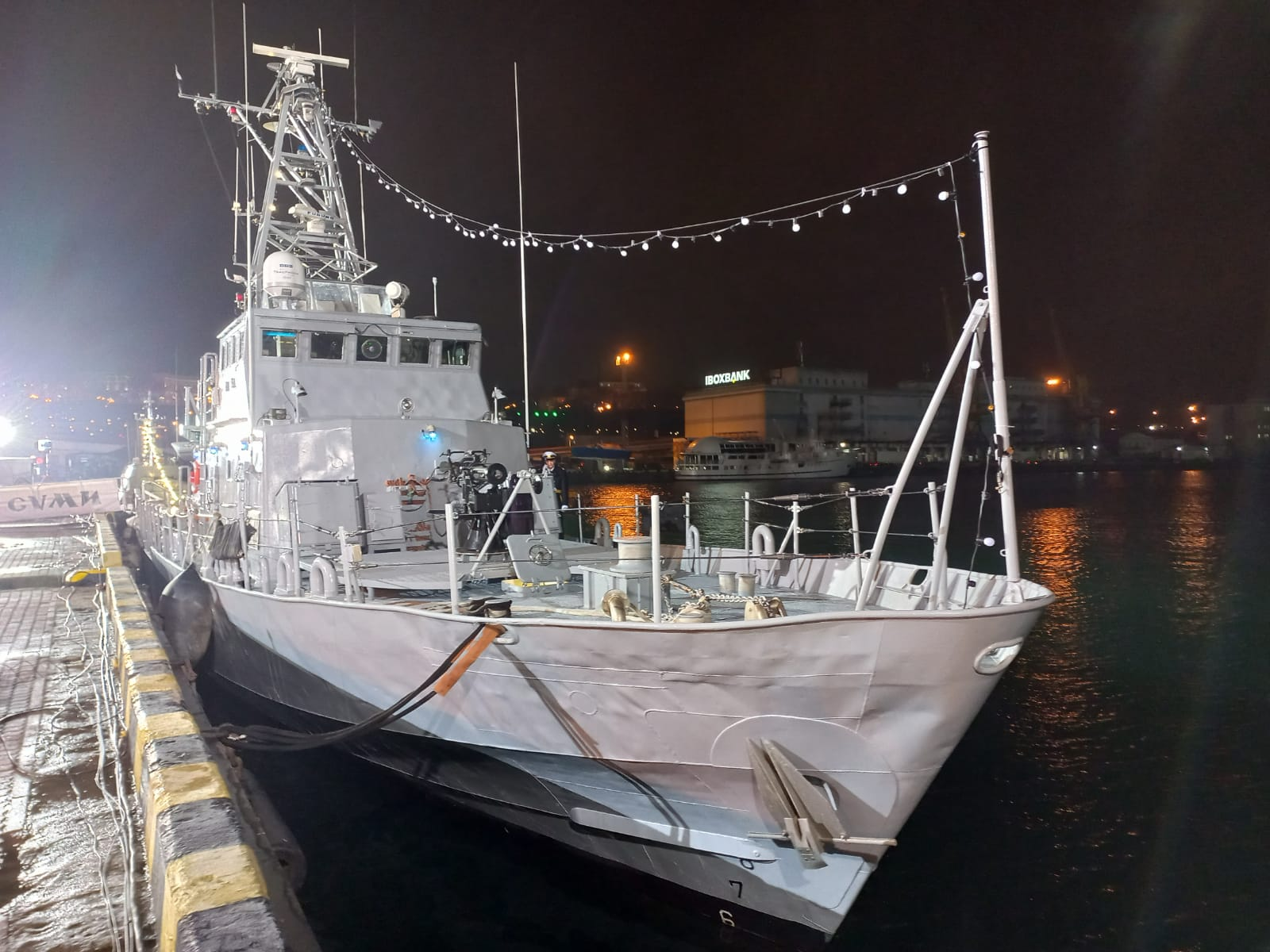
«Сумы»
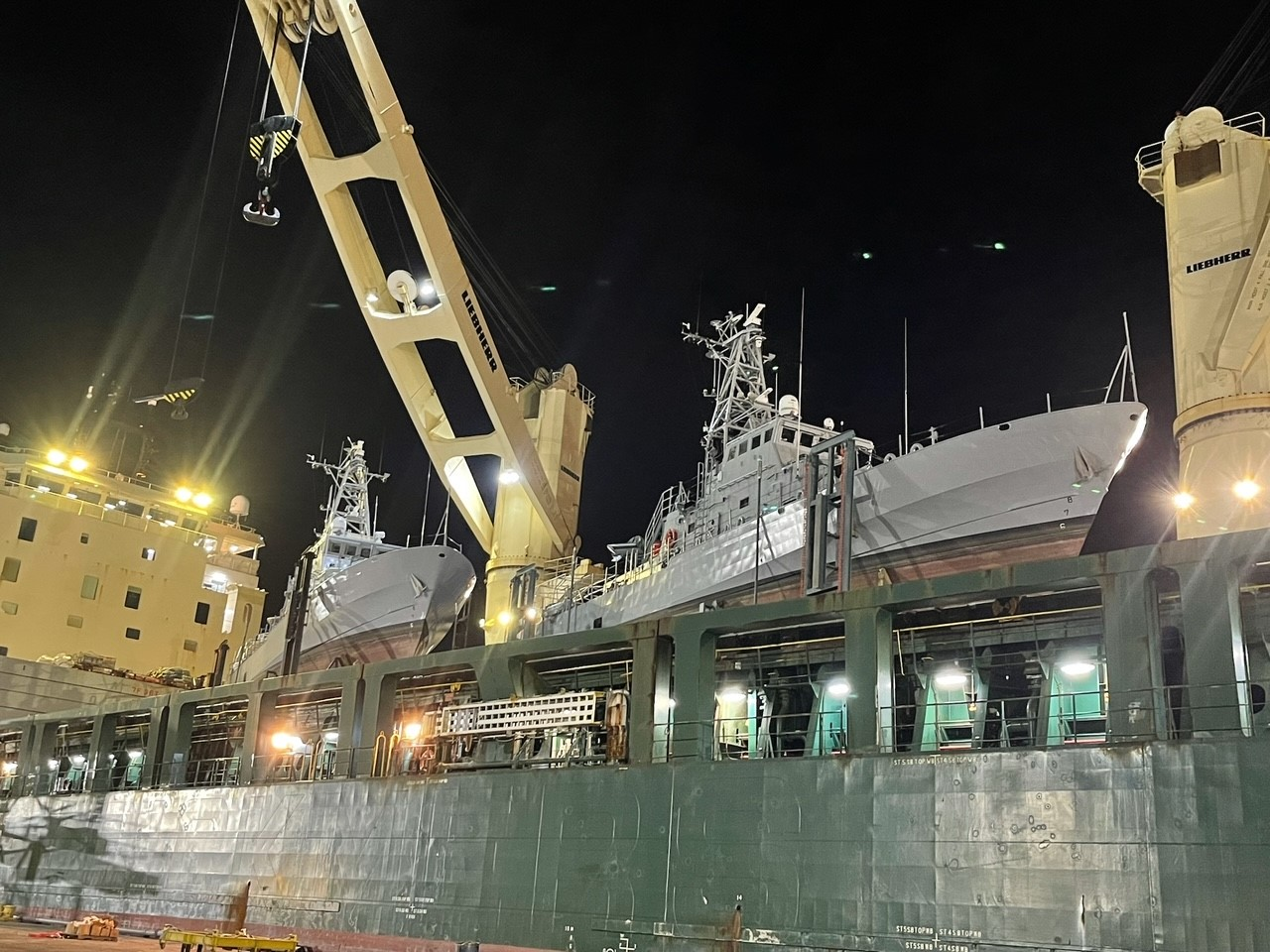
«Фастов»
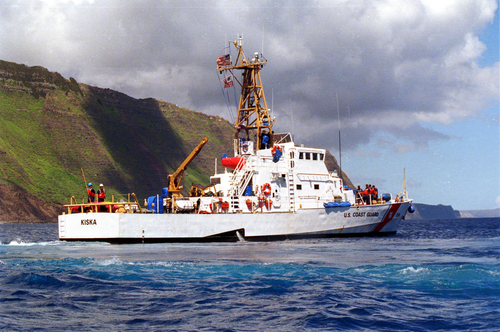
«Вячеслав Кубрак»

## Командование
- капитан 1-го ранга Жибарев Николай Евгеньевич (1994—1997)[6]
- капитан 1-го ранга Тенюх Игорь Иосифович (1997—2001)
- капитан 1-го ранга Настенко Сергей Владимирович[7]
- капитан 1-го ранга Тарасов Андрей Андреевич (2005—2007)
- капитан 1-го ранга Неижпапа Алексей Леонидович (2008—2012)[8]
- капитан 2-го ранга Доскато Алексей Олегович[9]
- капитан 2-го ранга Глухов Дмитрий Сергеевич (с 19 мая 2015)
- капитан 2-го ранга Рудь Павел Григорьевич